# Muhlenbergia torreyi
Muhlenbergia torreyi là một loài thực vật có hoa trong họ Hòa thảo. Loài này được (Kunth) Hitchc. ex Bush mô tả khoa học đầu tiên năm 1919.